# Rio Floriano
Der Rio Floriano ist ein etwa 120 km langer rechter Nebenfluss des Rio Iguaçu im Südwesten des brasilianischen Bundesstaats Paraná.

## Etymologie und Geschichte

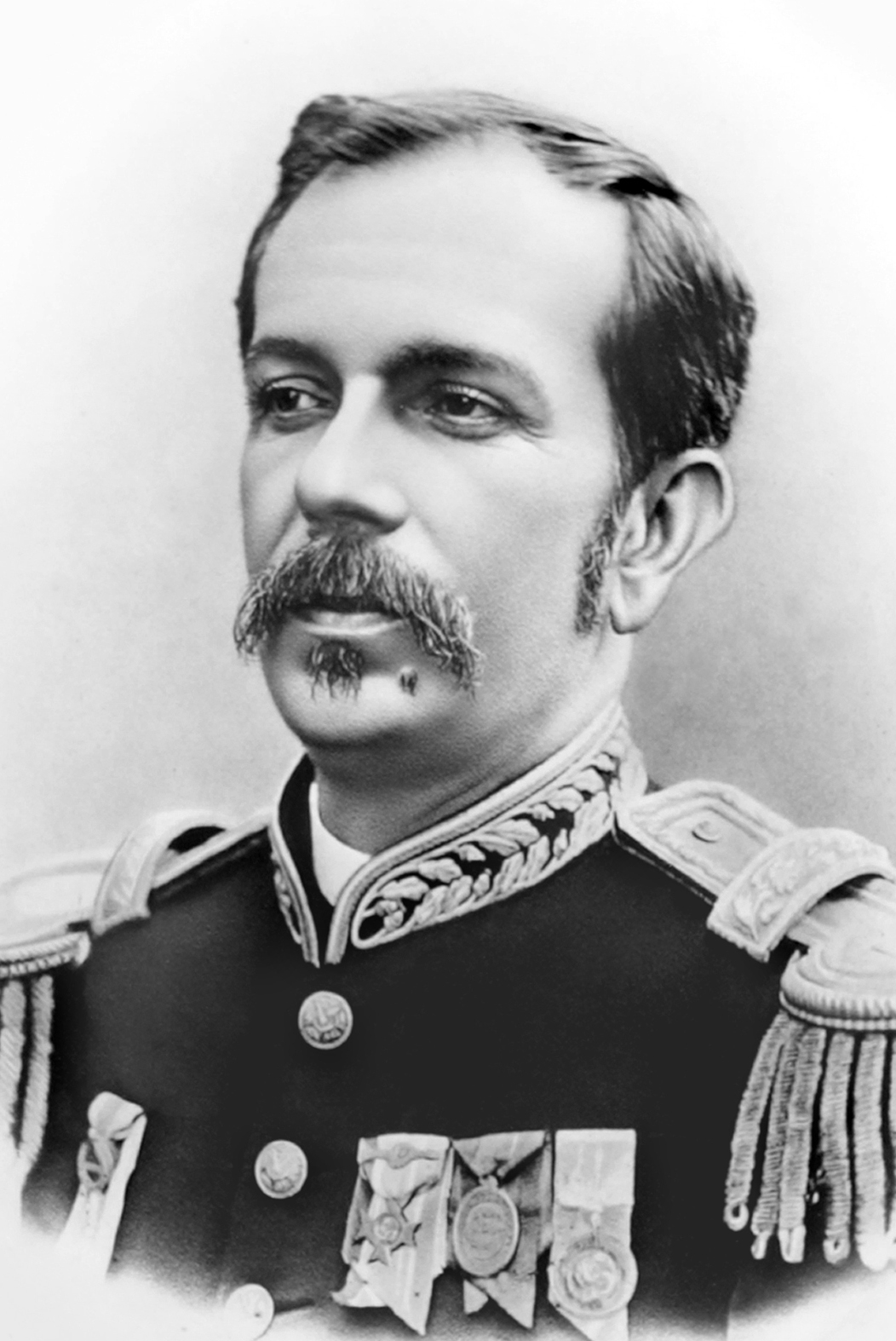
Floriano Peixoto, offizielle Fotografie etwa von 1891 als Präsident Brasiliens

Der Fluss wurde nach Floriano Vieira Peixoto (1839–1895) benannt. Er war Militär und Politiker. Von 1891 war er bis 1894 der zweite Präsident Brasiliens. Während seiner dreijährigen Präsidentschaft flammten mehrere Aufstände auf, wie zum Beispiel die Revolução Federalista im Süden Brasiliens. Es gelang Floriano Peixoto jedoch, die noch junge Republik zu stabilisieren.
Den Namen des Flusses legte eine Kommission zur Untersuchung der Gebiete im Südwesten von Paraná fest. Das Gebiet von Palmas zwischen Rio Iguacu und Rio Uruguay war zwischen Brasilien und Argentinien strittig gewesen. Erst 1895 wurde die Palmas-Frage durch einen Schiedsspruch des US-amerikanischen Präsidenten Grover Cleveland zugunsten von Brasilien entschieden. Die anschließend eingesetzte Regierungskommission gab den größeren bis dahin namenlosen Iguacu-Nebenflüssen die Namen bedeutender Persönlichkeiten aus Technik und Politik (Rios Ampére, Andrada, Benjamin Constant, Capanema, Cotegipe, Floriano, Gonçalves Dias, Siemens oder Silva Jardim).

## Geografie

### Lage
Das Einzugsgebiet des Rio Floriano befindet sich auf dem Terceiro Planalto Paranaense (Dritte oder Guarapuava-Hochebene von Paraná).

### Verlauf
Sein Quellgebiet liegt im Munizip Céu Azul auf 659 m Meereshöhe im Norden des Nationalparks Iguaçu etwa 8 km südwestlich der Stadtmitte von Santa Tereza do Oeste knappe 2 km abseits der BR-277.
Der Fluss verläuft in südlicher Richtung. Er fließt bis zu seiner Mündung zwischen den Munizipien Ceu Azul und Matelândia von rechts in den Rio Iguaçu vollständig innerhalb des Nationalparks. Er mündet auf 221 m Höhe. Die Entfernung zwischen Ursprung und Mündung beträgt 52 km. Er ist etwa 120 km lang.

### Munizipien im Einzugsgebiet
Der Rio Floriano durchfließt die zwei Munizpien Ceu Azul und Matelândia, wobei er in seinem Unterlauf die Grenze zwischen diesen bildet.

### Zuflüsse
Die wichtigsten der Nebenflüsse sind der Arroio Chicuta von rechts und der Rio Castro Alves von links.

## Nationalpark Iguaçu
Der Rio Floriano entwässert die nordöstlichen Gebiete des 1.853 km² großen Nationalparks Iguaçu.